# Johannes Runnenburg
Johannes Theodorus Runnenburg (Amsterdam, 19 de fevereiro de 1932 — 16 de abril de 2008) foi um matemático neerlandês.